# Théo Brusco
 (février 2025).
Théo Brusco, né le 20 novembre 1999 à Thionville en Moselle, est un footballeur français qui évolue au poste de défenseur central au FC Differdange 03.

## Biographie

### Formation à Nancy puis départ à Villerupt-Thil
Natif de Thionville, en Moselle, le joueur commence le football à la Js Thil, il est formé à l'AS Nancy-Lorraine jusqu'en 2016, avant de rejoindre l'ES Villerupt-Thil, un club amateur de Meurthe-et-Moselle,.

### FC Differdange 03 (depuis 2019)
Le 24 juin 2024, le joueur rejoint le FC Differdange 03, club de BGL Ligue, le plus haut échelon du football luxembourgeois,.
En 2023, il remporte la Coupe du Luxembourg pour la première fois de sa carrière face au FC Marisca Mersch,. Un an plus tard, le joueur fête le premier sacre de Differdange en BGL Ligue après un derby face au FC Progrès Niederkorn.

## Palmarès
| FC Differdange 03 (4) :                                                                                               |
| --- |
| - BGL Ligue (2) - Champion : 2024 et 2025 - Vice-champion : 2022 - Coupe du Luxembourg (2) - Vainqueur : 2023 et 2025 |